# كوكشور (رواية)
كوكشور (بالإنجليزية: Cocksure)‏ هي رواية للكاتب الكندي مردخاي ريشلر، نشرت عام 1968، لأول مرة عن دار نشر ماكليلاند آند ستيوارت.